# Лейма Гбоуи
Лейма Роберта Гбоуи (на английски: Leymah Roberta Gbowee) е видна либерийска общественичка.
Заедно с Елън Джонсън Сърлийф и Тауакул Карман е удостоена с Нобелова награда за мир за 2011 г. „за ненасилствената им борба за сигурност на жените и за пълноправното им участие в изграждането на мира“.

## Биография
Родена е на 1 февруари 1972 година в Централна Либерия, по-късно семейството ѝ се премества в столицата Монровия. По време на Първата либерийска гражданска война (1989 – 1997) живее известно време като бежанка в Гана.
След връщането си в Либерия става социален работник в лутеранска организация. През 2003 година е сред основателите на движението Масова акция за мир на жените в Либерия, което допринася за прекратяването на Втората либерийска гражданска война.